# Дисномия
Дисно̀мия (на старогръцки: Δυσνομία, беззаконие, Dysnomia) в древногръцката митология е богиня на беззаконието. Тя е дъщеря на Ерида (богинята на раздора) и внучка на Никта. Тя е придружавана често от нейната сестра Ата („заслепяването“). Нейната противничка е Евномия (законовия ред).
В гръцката митология тя играе малка роля, но в гръцката философия тя взема централна роля, особено в произведението на Платон Nomoi. За да не се появява в някое селище и издигат храмове.
През 2005 г. Дисномия е избрана за име на луната на планетата джудже Ерида.